# Gymnopilus stabilis
Gymnopilus stabilis là một loài nấm thuộc họ Cortinariaceae.